# دونالد كرومبي
دونالد كرومبي (بالإنجليزية: Donald Crombie)‏ (5 يوليو 1942 في بريزبان - 25 مارس 2025)؛ مخرج أفلام، كاتب سيناريو، ممثل ومنتج أفلام أسترالي.

## أعماله
- 1978 - فيلم الأيرلندي (مقتبس من رواية حملت ذات الاسم، وصدرت في عام 1960)

## روابط خارجية
- دونالد كرومبي على موقع IMDb (الإنجليزية)
- دونالد كرومبي على موقع ألو سيني (الفرنسية)
- دونالد كرومبي على موقع أول موفي (الإنجليزية)
- دونالد كرومبي على موقع قاعدة بيانات الأفلام السويدية (السويدية)
- دونالد كرومبي على موقع قاعدة بيانات الفيلم (الإنجليزية)
- دونالد كرومبي على موقع كينوبويسك (الروسية)